# Corona castrense

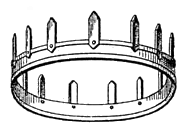
Corona castrense, valar o vallar.

Corona castrense heráldica.

La corona castrense valar, o vallar, fue la distinción otorgada al combatiente que lograba penetrar en el campo enemigo en primer lugar. Estaba formada por un cerco, normalmente elaborado de oro, adornado con varias estacas apuntadas y clavadas que representaban un vallado. En la heráldica existen algunos casos en los que todavía se emplea esta corona.